# Erembourg du Maine
Erembourg du Maine, ou Eremburge, Aremburge du Maine ou de Beaugency ou de la Flèche, morte en 1126, fut comtesse du Maine et dame de Château-du-Loir de 1110 à 1126. Elle était la fille d'Élie Ier de la Flèche, comte du Maine, et de Mathilde de Château du Loir.
En juillet 1110, elle épouse  Foulque V le Bel, comte d'Anjou et de Tours, et lui apporte le comté du Maine, qui est définitivement rattaché à l'Anjou. Elle donne naissance à :
- Mathilde d'Anjou († 1154), née sous le nom d'Alice (Isabelle) d'Anjou, mariée en 1119 à Guillaume Adelin († 1120), fils et héritier du roi Henri Ier d'Angleterre ;
- Geoffroy V le Bel ou Plantagenêt († 1151), comte d'Anjou, de Tours, du Maine et duc de Normandie ;
- Élie II († 1151), comte du Maine ;
- Sibylle († 1165), mariée en 1123 à Guillaume Cliton. Le mariage est annulé en 1124, et elle se remarie en 1134 avec Thierry d'Alsace († 1168), comte de Flandre.

Elle meurt le 14 ou le 15 janvier 1126 ou encore le 12 octobre 1126. Après sa mort, Foulque abandonne ses comtés à leur fils Geoffroy et part en Terre sainte, où il épouse Mélisende de Jérusalem en 1129 et devient roi de Jérusalem.

## Eremburg dans la littérature et en chanson
C'est elle que chante François Villon dans la Ballade des dames du temps jadis, mise en musique par Georges Brassens en 1953 : 
« Aremburgis qui tint le Maine… »